# Казанский отдел Русского собрания
Казанский отдел «Русского Собрания» (КОРС) — первая по времени создания правомонархическая (черносотенная) и первая национально-русская политическая организация в г. Казани и  Казанской губернии, действовавшая с 1905 по 1917 год.

## Подготовка к открытию
КОРС возник на базе  «Казанского Общества Трезвости» (КОТ), председатель Комитета которого  А. Т. Соловьёв выступил инициатором и главным организатором создания КОРС.
В сборнике под названием «Материалы к истории  Казанского Общества Трезвости и других обществ», увидевшем свет в 1911 году в г.  Казани, помимо прочего, говорилось: "Ещё в 1904 году, видя подготовку к беспорядкам, в которой главным образом участвовали евреи, Общество трезвости постановило учредить в Казани «Русское Собрание» и в 1905 году, чтобы повлиять на русское, увлечённое жидовским движением, общество, увеличило количество выпускаемых №[-ов] журнала «Деятель» и начало издавать газету  «Русь Православная и Самодержавная».
30 января 1905 году об этом постановлении Общее собрание КОТ решило уведомить Императора  Николая II, незадолго до того давшего высокую оценку деятельности  КОТ (судя по всему, именно лаконичная монаршая отметка «полезный пример», сделанная на отчёте Казанского губернатора о деятельности общества, и послужила решающим стимулом для этого шага).
Одновременно в переписке с руководством «Русского Собрания» по поводу открытия в г.  Казани его отдела, будущие учредители КОРС выдвинули целый ряд предложений, предусматривающих существенную корректировку программно-уставных положений всей организации. В частности, вместо второго компонента основополагающей триединой «формулы» «Православие. Самодержавие. Народность» они предложили использовать термин «Единодержавие», а также ввести понятие «Духовная христианская культура». В результате, согласно заключению тогдашнего председателя Совета  «Русского Собрания» князя  Д. П. Голицына, появилась новая «формула» — «Православие, Единодержавие и Духовная христианская культура». Кроме того, учредители КОРС настаивали на введении в устав последнего положения о созыве законосовещательного Земского Собора.
Принять эти предложения Совет «Русского Собрания» не нашёл никакой возможности. Однако и категорично отказывать в просьбе об открытии отдела в целом единомышленным правым монархистам из г. Казани он не стал. В результате дальнейшей переписки между Советом  «Русского Собрания» и  А. Т. Соловьёвым, как главным представителем местных учредителей, последние согласились организовать в г. Казани отдел на условиях внесения в его устав минимальных дополнений (на одинаковых с Харьковским отделом «Русского Собрания» основаниях). Однако по причине всех этих согласований и уточнений идейно-организационное конституирование КОРС растянулось почти на год.
23 сентября 1905 года  А. Т. Соловьёв был избран действительным членом  «Русского Собрания», а 7 октября 1905 года состоялось постановление Общего Собрания последнего по Казанскому отделу и его Уставу, ходатайство о разрешении на открытие и утверждение которых князь Д. П. Голицын представил министру внутренних дел. Согласно Уставу  «Русского Собрания» и упомянутым дополнениям к нему, делами КОРС управлял Совет из шести лиц, который избирал из своей среды председателя, его товарища (заместителя), делопроизводителя и казначея.

## Начало деятельности, состав Совета КОРС
6 декабря 1905 года — в день тезоименитства Императора  Николая II — в торжественной обстановке прошло первое Общее Собрание «членов „Русского Собрания“ г. Казани», объявившее об официальном открытии КОРС.
В числе членов Совета на нём были избраны: председателем Совета —  А. Т. Соловьёв, его товарищем (заместителем) — С. Д. Бабушкин и делопроизводителем — В. А. Белилин.  А. Т. Соловьёв находился на своём председательском посту бессменно до момента прекращения деятельности КОРС.
Его товарищами (заместителями) в разное время состояли: член Судебной палаты С. Д. Бабушкин, профессор  П. В. Знаменский, хранитель Казанского городского музея Р. В. Ризположенский и профессор  Н. Ф. Катанов. Делопроизводителями отдела, помимо В. А. Белилина, являлись: деятель в области народного образования В. М. Суханов, священник о. Н. М. Троицкий и купец Ф. С. Гребеньщиков. В качестве казначея отдела в различных источниках упоминается потомственный почётный гражданин А. М. Тюфилин.
Кроме них, в Совет КОРС в разное время избирались: ректор  Казанской Духовной Академии (КДА) епископ Чистопольский Анатолий (Грисюк), доцент  КДА Варсонофий (Лузин), Н. Н. Галкин-Врасской, архимандрит Гурий (Степанов), Е. Е. Данилова, игумен  Казанского Спасо-Преображенского монастыря Иоасаф (Удалов), П. К. Кувшинов, Л. И. Лосева, священник П. А. Рождественский, Л. Л. Соловьёва, Ф. Я. Степаньшин, Е. В. Фришман и другие.
Почётными членами КОРС являлись архиепископы Казанские и Свияжские Димитрий (Самбикин) и Никанор (Каменский), архиепископ Волынский и Житомирский Антоний (Храповицкий), епископ Вологодский и Тотемский Никон (Рождественский), епископ Чистопольский Алексий (Дородницын), епископ Мамадышский Андрей (Ухтомский), казанский купец В. Ф. Булыгин.

## Численность, организационные ресурсы, повременные издания
КОРС считался одним из самых влиятельных и авторитетных отделов «Русского Собрания», хотя численность его членов всегда оставалась крайне невысокой.
«Доложено, — говорилось, в частности, в протоколе „очередного заседания“ КОРС 18 декабря 1905 года, — что по 18 декабря поступило в число членов: действительных — 27 и соревнователей — 23». Согласно сведениям, содержащимся в рапорте Казанского полицмейстера А. И. Васильева на имя Казанского губернатора М. В. Стрижевского от 10 июня 1907 г., в КОРС состояло «членов 60 человек». Но в рапорте, датированном 4 декабря 1907 года, он уже писал о том, что их «до 20 человек». Анализ целого ряда источников, проведённый историком И. Е. Алексеевым, показывает, что реальная численность КОРС на протяжении всей его истории действительно колебалась в границах от двадцати до пятидесяти-шестидесяти членов.
Однако при этом в разное время КОРС непосредственно контролировал и курировал общим счётом около десяти общественных и общественно-политических организаций (в том числе и с сильно разветвлённой структурой), некоторые из которых объединяли по несколько тысяч членов.
Самой большой и известной из де-факто подчинённых КОРС организаций являлось  «Казанское Общество Трезвости», членам которого с подачи его Комитета, возглавлявшегося  А. Т. Соловьёвым, было объявлено, что они должны вступить либо в члены  «Русского Собрания», либо в члены  «Союза Русского Народа».
В итоге образовался своеобразный функциональный гибрид политической черносотенной организации и религиозно-просветительно-благотворительного общества. Особенно это неразрывное слияние было заметно в г.  Казани, где уже в декабре 1905 года Совет КОРС получил разрешение на открытие при чайно-столовой  «Казанского Общества Трезвости» «читальни-библиотеки» из книг, относящихся к задачам отдела.
Контроль над  «Казанским Обществом Трезвости» позволял КОРС использовать для своих нужд его организационно-финансовые и информационные ресурсы, в том числе журнал  «Деятель», на страницах которого с 1905 г. велась открытая политическая правомонархическая пропаганда. Помимо этого, с июня 1905 по 1916 гг. (с перерывами) КОРС и КОТ издавали в г.  Казани газету  «Русь Православная и Самодержавная».

## Деятельность КОРС в 1905—1907 гг
В период 1905—1907 гг. члены КОРС активно выступали против революционно-либеральной «смуты», оказывая губернской администрации посильную помощь в её предупреждении и ликвидации. В последующие годы они также активно помогали местному епархиальному начальству в борьбе с духовной «крамолой», оперативно реагируя на любые попытки (как извне, так и изнутри) поставить под сомнение истину канонов православной веры и поколебать господствующее положение Русской Православной Церкви.
Помимо этого, представители КОРС, совместно с членами других казанских правомонархических (черносотенных) организаций принимали деятельное участие в выборах в Государственную Думу 1 — 3 созывов, однако, в силу неблагоприятной для себя социально-политической ситуации и национально-религиозной специфики губернии, успеха на них так ни разу и не добились.
В 1906 году совместно с ещё двумя местными правомонархическими (черносотенными) организациями — Казанским «Царско-Народным Русским Обществом» и  «Обществом церковных старост и приходских попечителей города Казани» (ОЦСПП) — КОРС приступил к открытию в г.  Казани и  Казанской губернии отделов  «Союза Русского Народа». По сообщению "Газеты «Правых», 13 декабря указанного года в г.  Казани было принято решение о создании «Областной Управы Объединённого Русского Народа» (ведению которой должны были подлежать все губернии Волжско-Камского края) в составе руководителей трёх вышеперечисленных организаций ( В. Ф. Залеского, А. И. Кукарникова и  А. Т. Соловьёва).
10 января 1907 года на заседании КОРС было также доложено о том, что вышеозначенные лица избрали ещё одним членом Областной Управы архимандрита  Казанского Спасо-Преображенского монастыря Андрея (Ухтомского). Причём, согласно целому ряду документальных свидетельств, вскоре он был избран также её председателем. Между тем, уже 6 мая 1907 года на заседании Совета КОРС было заявлено, что архимандрит Андрей (Ухтомский), согласно предписанию одного из правительственных циркуляров, не может быть членом Областной Управы, да и самой её «устроено не будет, а будет Губернская Управа».
4 июля того же 1907 года на очередном заседании Совета КОРС в «Губернскую Управу Объединённого Русского Народа» были избраны по два человека от КОРС и ОЦСПП (соответственно: Ф. С. Гребеньщиков и А. М. Тюфилин, Г(Е). П. Отпущенников и И. С. Перов).
Однако уже с лета 1907 года местное черносотенное движение вступило в продолжительную полосу распрей и расколов, причиной которых стало личное противостояние между председателем Совета Казанского «Царско-Народного Русского Общества» (и одновременно — председателем Совета Казанского Губернского отдела «Союза Русского Народа») В. Ф. Залеским и председателем Совета КОРС  А. Т. Соловьёвым, усугубившееся впоследствии противоречиями идеологического характера. Их результатом стало значительное ослабление всех противоборствующих сторон и местного черносотенного движения в целом.

## Раскол в казанском черносотенном движении, деятельность КОРС в 1908—1914 гг
Начавшаяся очередная трансформация «Губернской Управы Объединённого Русского Народа» в так называемый «Совет объединённых обществ» была прервана.
Итогом раскола стало создание в г. Казани и Казанской губернии двух противоборствующих черносотенных центров (с открытием в октябре 1908 года в г. Казани отдела  «Русского Народного Союза имени Михаила Архангела» этому «двоецентрию» на смену пришло формальное «троецентрие»). Ядром первого центра стало  Казанское «Царско-Народное Русское Общество», а второго — КОРС. При этом вокруг КОРС объединились:  ОЦСПП, Второй отдел «Союза Русского Народа» в Пятницком приходе г. Казани, Боголюбский отдел «Союза Русского Народа» в Адмиралтейской слободе г. Казани и целый ряд иных «союзнических» отделов продубровинской ориентации, открытых к тому времени в Казанской губернии  А. Т. Соловьёвым и его единомышленниками. Новая правомонархическая (черносотенная) структура, действовала под именем "Объединённых монархических обществ и союзов при Казанском отделе «Русского Собрания» (или просто «объединённых обществ»). Вначале её руководителем считался епископ Мамадышский Андрей (Ухтомский), однако уже в скором времени полный контроль над ней перешёл к  А. Т. Соловьёву, избранному председателем «объединённых обществ».
Итогом не прекращавшегося на протяжении многих лет противостояния между сторонниками  А. Т. Соловьёва и  В. Ф. Залеского, стало общее поражение казанских черносотенцев на выборах в  Государственную Думу 4-го созыва, после которого их политическая деятельность приобрела затухающий характер.
В последующий период КОРС и «объединённые общества» занимались в основном организацией и проведением торжественных празднований многочисленных юбилейных дат русской, российской и церковной истории (в том числе отмечавшихся в 1913 году 300-летия царствования Дома Романовых и 1600-летия торжества православия), а также — сбором денежных средств и строительством на них православных культовых сооружений (например, часовни над могилою местоблюстителя Патриаршего Престола, второго митрополита Казанского и Свияжского Ефрема, помазавшего на царство первого царя из  Дома Романовых —  Михаила Фёдоровича).

## Деятельность КОРС в 1914—1917 гг
С началом  Первой мировой войны их члены сконцентрировали свои усилия, главным образом, на реабилитационно-благотворительной работе, осуществлявшейся по линии  «Казанского Общества Трезвости» и других общественных организаций.
Политическая составляющая в деятельности КОРС и «объединённых обществ» постепенно отошла на второй план, но не прекратилась. Не ослабла в ней и объединяющая роль  А. Т. Соловьёва. Так, в рапорте начальника Казанского губернского жандармского управления (КГЖУ) на имя товарища (заместителя) министра внутренних дел  С. П. Белецкого от 19 февраля 1916 года, помимо прочего сообщалось, что три из четырёх существовавших тогда в г.  Казани «правых организаций» — КОРС, «Казанский Союз Русского Народа имени Георгия Победоносца» и Боголюбский (Адмиралтейский) отдел «Союза Русского Народа» — «находятся под влиянием и общим руководством»  А. Т. Соловьёва, «который является и председателем первых двух из них». Там же сообщалось, что «число членов их за время войны сильно уменьшилось и во всех трёх не превышает 500, как равно и работа их за то же время ничем не отмечена».
«Но несмотря на это, — замечал далее начальник КГЖУ, — они представляются всё-таки жизненными и устойчивы[ми], объединены между собою и продолжают поддерживать программу  „Союза Русского народа“ /Дубровинского/ в полной мере.
Разветвления этих организаций, хотя и имеются почти во всех уездах губернии /исключая Тетюшского, Чебоксарского и Мамадышского/ , но развиты слабо и деятельности их совсем не заметно. Численность всех уездных организаций не превышает 2000 человек.
В прежнее время связь с уездными организациями была прочнее налажена, благодаря частым съездам на общие собрания, на которые  [А. Т.]Соловьёв старался привлекать и членов благотворительных учреждений, как, напр.,  „[Казанского] о[бщест]ва трезвости“ и др., где он играет видную роль, в настоящее же время никаких собраний не происходит.
„Русское собрание“ и „Союзы русского народа“ могут мобилизовать свои силы путём создания новых отделов в уездах губернии, где могут найтись преданные союзу люди. Средства для этого могут быть взяты заимообразно из сумм Попечительства о народной трезвости, которое, помимо инвентаря и земельной собственности, имеет достаточный наличный фонд. Такая мобилизация в результате может дать несколько тысяч преданных Родине и Государю людей.
Недостаток этих организаций заключается в том, что среди членов их нет достаточного количества людей настойчивых и энергичных, которые, обладая высоким образовательным цензом, могли бы взять на себя организационные функции. Простой же народ, при своей преданности девизу „За Веру, Царя и Отечество“, не является силой, способной вести партийную борьбу с членами революционных и прогрессивных организаций».
Несмотря на то, что КОРС и «объединённые общества» даже в период упадка своей деятельности продолжали обладать заметным социальным и материально-имущественным потенциалом, февральская революция 1917 года застала их, как и подавляющее большинство русских монархистов, практически врасплох.
Не сумев оперативно сориентироваться в новой для себя ситуации, под давлением революционных обстоятельств они прекратили своё организационное существование сразу же после установления «нового строя». Через несколько месяцев было подведено под ликвидацию и «Казанское Общество Трезвости».

## Последователи
В конце 1980-х — начале 1990-х гг. — на фоне развернувшейся в Татарстане борьбы за национально-государственный суверенитет — в г.  Казани была создана общественно-политическая организация под названием «Русское Собрание», которая придерживалась национально-патриотической направленности.